# Arabella coeca
Arabella coeca är en ringmaskart som beskrevs av Fauvel 1940. Arabella coeca ingår i släktet Arabella och familjen Oenonidae. Inga underarter finns listade i Catalogue of Life.